# Gamaliel IV
Gamaliel IV (probablement finals del segle iii després de Crist), també fou conegut com a Gamaliel IV ben Judà II, era el fill del Nasí Judà II, i era el pare de Judà III. Gamaliel IV va ser el president del Sanedrí entre els anys 270 i 290 després de Crist. No obstant això, degut a la persecució de l'Imperi Romà, durant la seva presidència es va eliminar el nom de Sanedrí, i les seves decisions autoritzades es van emetre posteriorment sota el nom de Beit HaMidraix. Al Talmud de Jerusalem, hi ha una història de la humilitat de Gamaliel IV. Quan Abahu li va fer una pregunta sobre la llei, Gamaliel IV va parlar de la seva pròpia ignorància en comparació amb Abahu. Es diu que Hoshaiah va evitar que Gamaliel IV introduís a Síria una sentència referent al delme dels cultius.